# Pedro Contreras
Pedro Contreras González (Madrid, 1972. január 7. –) spanyol válogatott labdarúgó. A spanyol labdarúgó-válogatott tagjaként részt vett a 2002-es labdarúgó-világbajnokságon.

## Sikerei, díjai
- Real Madrid:
  - Bajnokok Ligája: 1997–1998
  - Interkontinentális kupa: 1998
  - Spanyol bajnokság: 1994–95
  - Spanyol szuperkupa: 1997
- Málaga CF:
  - Intertotó-kupa: 2002
- Betis:
  - Spanyol kupa: 2004–05